# Canadá nos Jogos Olímpicos de Inverno de 1952
O Canadá mandou 39 competidores que disputaram seis modalidades nos Jogos Olímpicos de Inverno de 1952, em Oslo, na Noruega. A delegação conquistou 2 medalhas no total, uma de ouro, e uma de bronze.